# Clementina Maude, viscountessa Hawarden
Clementina Maude, viscountessa Hawarden, född 1822, död 1865, var en skotsk amatörfotograf. 
Hon tog från 1856-1857 och framåt omkring 800 porträttfotografier, ofta av sina döttrar. Hon deltog från 1863 i utställningar på Royal Photographic Society, där hon blev medlem samma år.